# Tears
„Tears” – dziewiąty singel zespołu X JAPAN. Wydany 10 listopada 1993 roku. Utwór zadebiutował na #2 pozycji rankingu Oricon. Jest to pierwszy singel zespołu wydany pod nazwą X JAPAN i pierwszy z nowym basistą Heath. Ballada została napisana i skomponowana przez Yoshikiego (inspiracją była śmierć jego ojca), utwór znalazł się na albumie DAHLIA, a także na ścieżce dźwiękowej do koreańskiego filmu Windstruck. Został również użyty jako utwór tytułowy w japońskiej TV dramie Nikushimi ni hohoende (jap. 憎しみに微笑んで). Utworem b-side jest klasyczna wersja utworu bez wokalu, która wcześniej była zawarta na albumie Yoshikiego Eternal Melody i zaaranżowana przez słynnego producenta muzycznego George'a Martina.
Został też nagrany cover do utworu tytułowego przez koreański rockowy zespół TRAX, który został zawarty w ich albumie Scorpio wydanym przez Yoshikiego. Yoshiki na swoim profilu na MySpace zamieścił nową wersję utworu zatytułowaną Tears (Unreleased Version).

## Lista utworów
| Nr | Tytuł                     | Słowa                      | Muzyka        | Czas  |
| -- | ------------------------- | -------------------------- | ------------- | ----- |
| 1. | "Tears" (X JAPAN Version) | Hitomi Shiratori & Yoshiki | Yoshiki       | 10:28 |
| 2. | "Tears" (Classic Version) | Yoshiki                    | George Martin | 5:02  |

## Muzycy
- Toshi: wokal
- Yoshiki: perkusja, klawisze
- hide: gitara
- Pata: gitara
- Heath: gitara basowa